# IFK Valla
IFK Valla är en idrottsförening med inriktning på fotboll belägen på Tjörn i Bohuslän. Föreningen bildades år 1930, har cirka 500 medlemmar och spelar sina hemmamatcher på Fjällebrovallen.
Herrlaget spelade säsongen 2013 i Division 5 Bohuslän och utöver detta har klubben elva ungdomslag.
Klubbens alla lag spelar i helröda dresser. 
Under 2013 värvade superettanklubben GAIS sportchef Jonas Lundén till klubben. Någon fortsättning under 2014 verkar det emellertid inte bli, trots att han är registrerad. Tidsbrist, tillsammans med IFK Vallas ambition att främja klubbens yngre spelare, förhindrar detta.